# Isia intricata
Isia intricata là một loài bướm đêm thuộc phân họ Arctiinae, họ Erebidae.